# Chryseutria nigrina
Chryseutria nigrina är en tvåvingeart som beskrevs av Hardy 1928. Chryseutria nigrina ingår i släktet Chryseutria och familjen rovflugor. Inga underarter finns listade i Catalogue of Life.